# Lasioglossum postumum
Lasioglossum postumum là một loài Hymenoptera trong họ Halictidae. Loài này được Vachal mô tả khoa học năm 1903.